# Joseph Sua'ali'i

a Compétitions nationales et continentales officielles uniquement.

b Matchs officiels uniquement.
Joseph Sua'ali'i, né le 1er août 2003 à Penrith (Australie), est un joueur australien d'origine samoane de rugby à XIII et international australien de rugby à XV évoluant aux postes d'ailier ou d'arrière à XIII et de centre à XV dans les années 2020.
Précoce et prodige du rugby à XIII, il bénéficie d'une exemption pour pouvoir disputer la National Rugby League (« NRL ») avant l'âge de 18 ans avec les Sydney Roosters et y devient vite titulaire aux postes d'ailier puis d'arrière, disputant notamment une demi-finale de NRL lors de la saison 2024. Fort de ses performances, il est sélectionné dans l'équipe des Samoa fin 2022 pour la Coupe du monde 2021. Le pays réalise de grandes performances et termine finaliste contre son pays natal l'Australie.
En mars 2023, il est annoncé sa signature au rugby à XV, un changement de code de rugby à partir de 2025 en raison du pari de la Fédération australienne de rugby à XV d'en faire l'une des têtes d'affiche de la sélection australienne dans l'optique de la Coupe du monde 2027 disputée à domicile. Il intègre ainsi la franchise des Waratahs et devient l'un des joueurs les mieux payés au monde avec près d'un million d'euros annuels durant trois saisons jusqu'en 2027.

## Biographie

### 2024: départ pour le rugby à XV
En mars 2023, Joseph Sua'ali'i, qui a pratiqué les deux codes de rugby (XIII et XV) dans sa jeunesse avant d'opter pour le XIII en signant aux Sydney Roosters, annonce son désir de tenter l'expérience en rugby à XV. Arrière star de la National Rugby League, la Fédération australienne de rugby à XV désire pouvoir le convaincre de les rejoindre et présente une offre de près d'un million d'euros annuels durant trois saisons jusqu'en 2027. Après réflexion, il donne son accord pour rejoindre le rugby à XV après la fin de son contrat avec les Sydney Roosters, fin 2024. Aussitôt la saison 2024 de NRL close, sur une demi-finale de NRL des Roosters perdue contre le Melbourne Storm, Joseph Sua'ali'i est appelé en équipe d'Australie de rugby à XV par le sélectionneur Joe Schmidt pour leur tournée en Europe en 2024.

## Palmarès

### Rugby à XIII
- Collectif :
  - Finaliste de la Coupe du monde : 2022 (Samoa).

#### Coupe du monde
| Édition        | Rang      | Résultats Samoa | Résultats Sua'ali'i | Matchs Sua'ali'i |
| -------------- | --------- | --------------- | ------------------- | ---------------- |
| Australie 2022 | Finaliste | 4 v, 0 n, 2 d   | 4 v, 0 n, 2 d       | 6/6              |

Légende : v = victoire ; n = match nul ; d = défaite.

#### Détails en sélection
| Matchs internationaux de Joseph Sua'ali'i | Matchs internationaux de Joseph Sua'ali'i | Matchs internationaux de Joseph Sua'ali'i | Matchs internationaux de Joseph Sua'ali'i | Matchs internationaux de Joseph Sua'ali'i | Matchs internationaux de Joseph Sua'ali'i | Matchs internationaux de Joseph Sua'ali'i | Matchs internationaux de Joseph Sua'ali'i | Matchs internationaux de Joseph Sua'ali'i | Matchs internationaux de Joseph Sua'ali'i | Matchs internationaux de Joseph Sua'ali'i | Matchs internationaux de Joseph Sua'ali'i |
|                                           | Date                                      | Adversaire                                | Résultat                                  | Compétition                               | Poste                                     | Points                                    | Essais                                    | Pen.                                      | Drops                                     |                                           |                                           |
| ----------------------------------------- | ----------------------------------------- | ----------------------------------------- | ----------------------------------------- | ----------------------------------------- | ----------------------------------------- | ----------------------------------------- | ----------------------------------------- | ----------------------------------------- | ----------------------------------------- | ----------------------------------------- | ----------------------------------------- |
| sous les couleurs des Samoa               |                                           |                                           |                                           |                                           |                                           |                                           |                                           |                                           |                                           |                                           |                                           |
| 1.                                        | 15 octobre 2022                           | Angleterre                                | 6-60                                      | Coupe du monde                            | Arrière                                   | -                                         | -                                         | -                                         | -                                         |                                           |                                           |
| 2.                                        | 23 octobre 2022                           | Grèce                                     | 72-4                                      | Coupe du monde                            | Arrière                                   | -                                         | -                                         | -                                         | -                                         |                                           |                                           |
| 3.                                        | 30 octobre 2022                           | France                                    | 62-4                                      | Coupe du monde                            | Arrière                                   | -                                         | -                                         | -                                         | -                                         |                                           |                                           |
| 4.                                        | 6 novembre 2022                           | Tonga                                     | 34-14                                     | Coupe du monde                            | Arrière                                   | -                                         | -                                         | -                                         | -                                         |                                           |                                           |
| 5.                                        | 12 novembre 2022                          | Angleterre                                | 27-26                                     | Coupe du monde                            | Arrière                                   | -                                         | -                                         | -                                         | -                                         |                                           |                                           |
| 6.                                        | 19 novembre 2022                          | Australie                                 | 10-30                                     | Coupe du monde                            | Arrière                                   | -                                         | -                                         | -                                         | -                                         |                                           |                                           |

#### Détails en club
| 2021 | Sydney Roosters | National Rugby League | 2e tour    | 5  | 4   | 1  | -  | - |    |   |   |   |   |   |
| 2022 | Sydney Roosters | National Rugby League | 1er tour   | 19 | 60  | 15 | -  | - | CM | 6 | - | - | - | - |
| 2023 | Sydney Roosters | National Rugby League | 2e tour    | 21 | 124 | 8  | 46 | - |    |   |   |   |   |   |
| 2024 | Sydney Roosters | National Rugby League | 1/2 finale | 21 | 178 | 5  | 29 | - |    |   |   |   |   |   |

### Rugby à XV

#### Distinctions personnelles
- Membre de l'équipe type du Super Rugby en 2025.

#### Détails en sélection
| Matchs internationaux de Joseph Sua'ali'i | Matchs internationaux de Joseph Sua'ali'i | Matchs internationaux de Joseph Sua'ali'i | Matchs internationaux de Joseph Sua'ali'i | Matchs internationaux de Joseph Sua'ali'i | Matchs internationaux de Joseph Sua'ali'i | Matchs internationaux de Joseph Sua'ali'i | Matchs internationaux de Joseph Sua'ali'i | Matchs internationaux de Joseph Sua'ali'i | Matchs internationaux de Joseph Sua'ali'i | Matchs internationaux de Joseph Sua'ali'i | Matchs internationaux de Joseph Sua'ali'i |
|                                           | Date                                      | Adversaire                                | Résultat                                  | Compétition                               | Poste                                     | Points                                    | Essais                                    | Pen.                                      | Drops                                     |                                           |                                           |
| ----------------------------------------- | ----------------------------------------- | ----------------------------------------- | ----------------------------------------- | ----------------------------------------- | ----------------------------------------- | ----------------------------------------- | ----------------------------------------- | ----------------------------------------- | ----------------------------------------- | ----------------------------------------- | ----------------------------------------- |
| sous les couleurs de l'Australie          |                                           |                                           |                                           |                                           |                                           |                                           |                                           |                                           |                                           |                                           |                                           |
| 1.                                        | 9 novembre 2024                           | Angleterre                                | 42-37                                     | Test match                                | Centre                                    | -                                         | -                                         | -                                         | -                                         |                                           |                                           |

#### Détails en club
| Saison | Championnat | Championnat | Championnat | Championnat | Championnat | Championnat | Championnat | Championnat | Sélection | Sélection | Sélection | Sélection | Sélection | Sélection | Sélection |
| Saison | Club        | Compétition | Class.      | M           | Pts         | Ess.        | Buts        | Dp.         | Comp.     | M         | Pts       | Ess.      | Buts      | Dp.       |           |
| ------ | ----------- | ----------- | ----------- | ----------- | ----------- | ----------- | ----------- | ----------- | --------- | --------- | --------- | --------- | --------- | --------- | --------- |
| 2025   | Waratahs    | Super Rugby |             |             |             |             |             |             |           | 1         | -         | -         | -         | -         |           |